# Weihnachten … ohne mich, mein Schatz!
Weihnachten … ohne mich, mein Schatz! ist eine deutsche Filmkomödie von Dennis Satin aus dem Jahr 2011.

## Handlung
Der 60-jährige Architekt Ruprecht „Rupi“ Welser und seine Frau Johanna kehren von einer Urlaubsreise aus Dubai ins vorweihnachtliche Hamburg zurück. Rupi ist von der Verspätung genervt, da am Abend ein städtischer Bauauftrag vergeben werden soll, auf den er sich mit seinem Traumprojekt beworben hat. Ohne darauf zu achten, dass Johanna noch gar nicht im Taxi sitzt, lässt er losfahren und weist Johanna darauf am Telefon barsch an, ein anderes Taxi zu nehmen. Dessen junge Fahrerin Ellie ist verblüfft, als Johanna ihr mitteilt, dass sie kein Geld dabei habe, da sie von ihrem Mann am Flughafen vergessen wurde. In der gemeinsamen Villa angekommen, dirigiert Rupi Johanna gleich wieder zurück in Ellies wartendes Taxi zur Bauvergabe. Statt sich bei Johanna für sein respektloses Verhalten zu entschuldigen, macht er ihr zusätzlich Vorwürfe. Davon angewidert steigt Johanna am Ziel nicht aus, sondern fordert Ellie auf, weiterzufahren. Die zwei Frauen freunden sich an.
Während Rupi den Zuschlag für das Bauprojekt erhält, verbringt Johanna den Abend mit Ellie. Sie besuchen eine Wrestlingveranstaltung, auf der Johanna erkennt, wie wütend sie auf ihren Mann ist. Rupi, der zu Hause vergeblich versucht, sie auf dem Handy zu erreichen, lässt kurzerhand ihre EC-Karte sperren, bereut dies jedoch kurz darauf. Weil Johanna deshalb nicht im Hotel wohnen kann, wird sie von Elli eingeladen und lernt Ellies Kinder Jenny und Richy sowie ihren Partner kennen, den Fernfahrer Marcel, der gerade von einer Tour zurückgekommen ist. Johanna will gerade aufbrechen, als zwei Bauarbeiter vor der Tür stehen und Ellie mitteilen, dass ihr Wohnhaus am nächsten Tag abgerissen werden soll. Tatsächlich hat die chaotische Ellie schon vor geraumer Zeit entsprechende Bescheide zugesandt bekommen, diese jedoch stets nur überflogen und größtenteils ignoriert. Johanna kann das Abrissunternehmen mit einem Bluff zum Abzug bewegen. 
Zu dem Zeitpunkt ist Johanna noch nicht bewusst, dass der Abriss ein Teil des Bauvorhabens ist, das Rupi gewonnen hat. Als Frau Heyer den beiden Frauen die kalte Schulter zeigt, teilt Johanna ihr mit, dass die Mietverträge von Ellie und ihrer Nachbarin Frau Basinski, die ihr gesamtes Leben in dem Haus verbracht hat, aufgrund der langen Mietdauer unkündbar seien, der Abriss des Gebäudes sei daher rechtswidrig. Sie organisieren eine Demonstration und machen die Medien auf die Sache aufmerksam. Ein Studienkollege Johannas, jetzt Fachanwalt für Mietrecht, erwirkt eine einstweilige Verfügung gegen den Hausabriss. Rupi, der bei der Demonstration erfahren hat, dass seine eigene Frau für das Haus kämpft, wird von seiner Auftraggeberin Frau Heyer gedrängt, den Abriss mit allen Mitteln durchzusetzen. In Abwesenheit von Johanna beauftragt er seine Assistentin Marion, seinen Vater Friedrich zum Fest abzuholen. Als Marion das Chaos in Leos Haushalt sieht, bleibt sie auf sein Bitten ein paar Stunden und kümmert sich um die Küche. „Opa Friedrich“ hat als Feuerwehrmann einst bei der Sturmflut 1962 17 Menschen das Leben gerettet. Johanna teilt Rupi in einem kurzen Gespräch mit, er müsse sich angesichts der Sachlage zwischen seinem Bauprojekt und seiner Ehe entscheiden.
Frau Heyer lässt den Mietern zunächst die Heizung abstellen und erwirkt dann für den 27. Dezember eine Zwangsversteigerung des Hauses mit dem Ziel, das Haus selbst neu zu erwerben – dieser Kniff macht die bestehenden Mietverträge hinfällig. Rupi erkennt, dass Frau Heyer unter dem Deckmantel einer sozial-fairen Stadterneuerung rücksichtslos ihre eigenen ehrgeizigen Ziele verfolgt, und kündigt seine Mitarbeit auf. Vor ihrer Villa trifft er auf Johanna und Ellie und hilft ihnen dabei, Ramonas Weihnachtsbaum von der Terrasse zu stehlen.
Wegen Johannas Weigerung, nach Hause zu kommen, ist Leo mit seiner Familie zu Ellie gefahren, um dort gemeinsam Weihnachten zu feiern. Als nun Johanna und Rupi der versammelten Gruppe die schlechte Nachricht von der geplanten Zwangsversteigerung überbringen, schleicht Frau Basinski davon, um  ihr Leben zu beenden. Sie wird von Opa Friedrich gerettet. Dabei fällt Johanna auf, dass sie bereits zum zweiten Mal von ihm gerettet wurde, denn sie war einer der 17 Menschen, die er in der Sturmflut gerettet hat. Ein weiterer davon war der jetzige Bürgermeister der Stadt. Das bringt sie auf die rettende Idee.
Als Frau Heyer am 27. Dezember mit dem Räumungsbefehl für das Haus ankommt, kann ihr Johanna ihr in Anwesenheit des Bürgermeisters eine Urkunde vorweisen, die das Haus ab sofort unter Denkmalschutz stellt und damit jeden Abriss verhindert. Vom Bürgermeister für ihr unsoziales Vorgehen gerügt, lässt Frau Heyer die zur Beräumung organisierte Polizei abziehen und fährt davon. Bei der nachgeholten Weihnachtsfeier versöhnen sich Johanna und Rupi, Marion und Leo werden ein Paar, auch Frau Basinski und Opa Friedrich kommen sich näher.

## Produktion

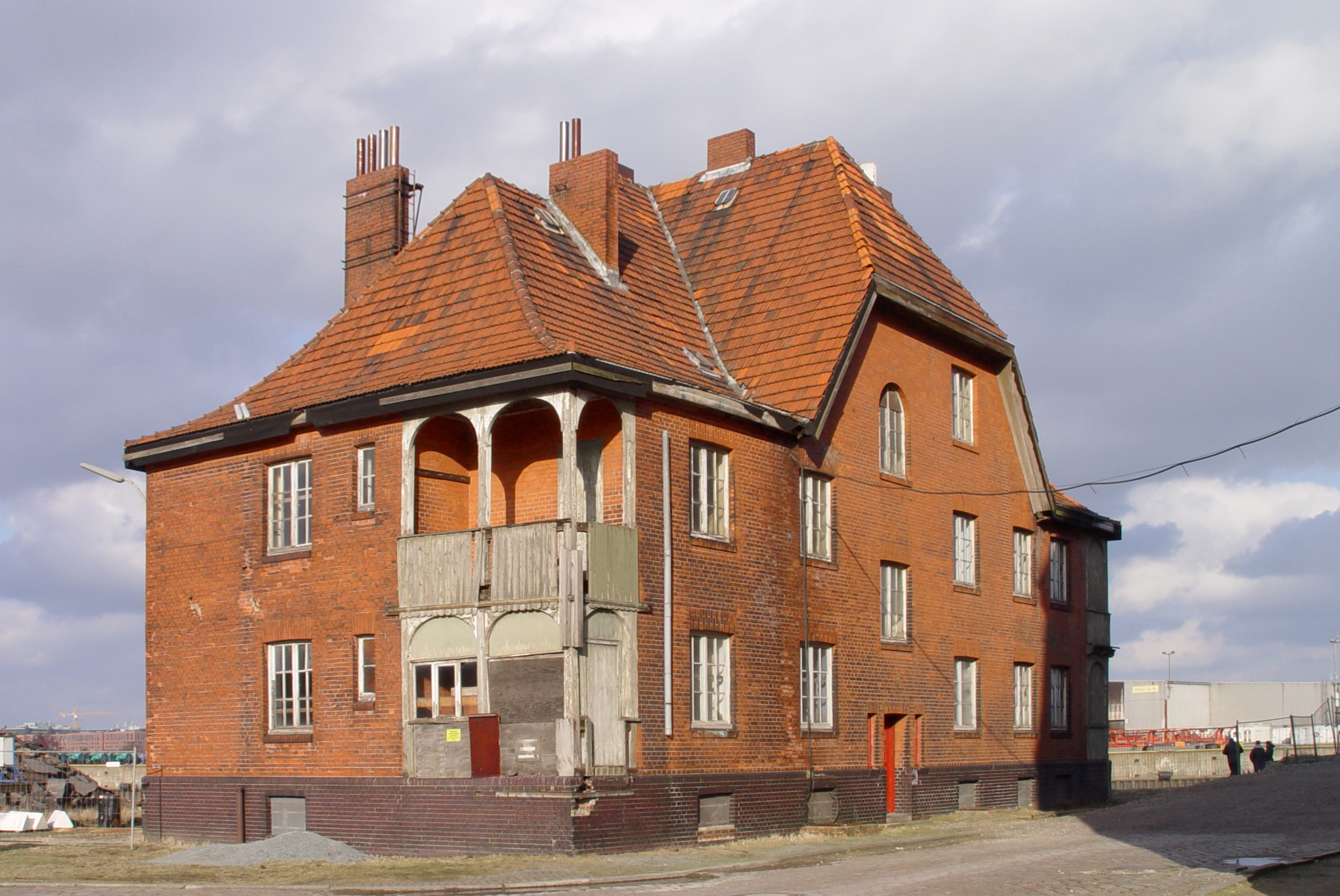
Das historische Beamtenwohnhaus in Hamburg-Kleiner Grasbrook diente mitunter als Hauptmotiv.

Weihnachten … ohne mich, mein Schatz! wurde von der Relevant Film im Auftrag der ARD Degeto und des Norddeutschen Rundfunks (NDR) für das Erste produziert. Regie führte Dennis Satin nach einem Drehbuch von Gabriele Kreis, Thomas Oliver Walendy und Nikola Bock. Die Redaktion lag bei Diane Wurzschmitt (ARD Degeto) und Daniela Mussgiller (NDR). Als Produzentin trat Heike Wiehle-Timm in Erscheinung. Hauptdarstellerin Jutta Speidel zufolge nahm die Realisierung des Films „einige Zeit“ in Anspruch. So hatte ihr zunächst die Richtung, die das Konzept der Komödie anfänglich eingeschlagen war, missfallen. Die Herstellung erfolgt schließlich zu einer ganz anderen Jahreszeit, als ursprünglich geplant gewesen war. Weihnachten … ohne mich, mein Schatz! war einer der letzten Filmauftritte von Edgar Bessen, der am 2. Februar 2012 verstarb.
Die Dreharbeiten fanden vom 8. Februar bis 9. März 2011 an 22 Drehtagen in Hamburg und Umgebung statt. Der Arbeitstitel lautete Und Tschüss! oder Einmal Veddel und zurück. Als Kulisse dienten unter anderem der Flughafen Hamburg, die Laeiszhalle am Johannes-Brahms-Platz, der Campus Bergedorf der Hochschule für Angewandte Wissenschaften Hamburg sowie das historische Beamtenwohnhaus in der Australiastraße 12 am Bremer Kai im Stadtteil Kleiner Grasbrook. Als Wohnhaus von Ramona Heyer fungierte die Villa Elblounge in der Elbchaussee 486. Die Filmmusik komponierten Helmut Zerlett und Christoph Zirngibl. Zu den Weihnachtsliedern, die im Film zu hören sind, zählen mitunter Holly Coles If We Make It Through December and Brenda Lees Rockin’ Around the Christmas Tree.

## Rezeption

### Kritik

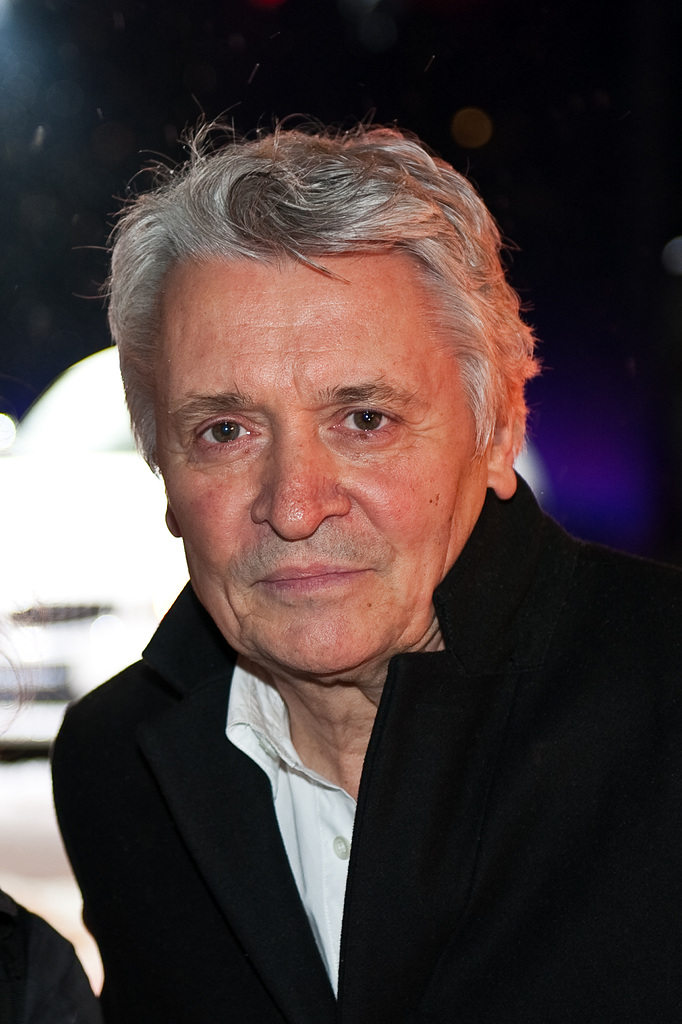
Die Besetzung um Henry Hübchen erhielt vorwiegend positive Kritiken für ihr Spiel.

Rainer Tittelbach von Tittelbach.tv befand, dass Weihnachten … ohne mich, mein Schatz! „vorhersehbar, aber auch irgendwie schön“ sei, „schön entlastend, wenn einem die Figuren sympathisch sind“. Es handele sich zwar um einen Weihnachtsfilm, die Komödie lebe jedoch stärker „vom Sozialromantik-Touch“, indem es auf „Läuterung und Besinnung“ setzte – ohne „besinnungslosen Kitsch, dafür mit einer formidablen Schauspielerriege“. Speidel sei „unschlagbar. Henry Hübchen spielt seine weniger facettenreiche Rolle natürlich mit links. Und auch die anderen, allen voran Cukrowski, Kampwirth und Danowski, werten das leicht absehbare Geschehen auf“.
Das Internetportal Evangelisch.de bezeichnete Weihnachten … ohne mich, mein Schatz! als „eine gerade auch dank der Dialoge vergnügliche und kurzweilige Komödie, die dank ihres Handlungsreichtums und der vielen kleinen Einfälle am Rande immer wieder für amüsante Überraschungen gut ist“. Es schrieb, dass der Film „durch viele teils liebevoll entworfene Nebenrollen“, aber auch „sehr hübsch eingefädelte“ Ideen sehenswert sei und ergänzte: „Aber das Beste sind die Hauptdarsteller. Hübchen ist grandios wie eigentlich immer, Jutta Speidel ist ihm mit ihrem sparsamen Spiel eine ebenbürtige Partnerin“.
Die Programmzeitschrift die zwei schrieb in ihrer Rezension: „Friede, Freude und Christstollen spielen in dieser Weihnachtskomödie von Regisseur Dennis Satin eine eher untergeordnete Rolle, wenn sich ein altes Ehepaar auf seine späten Tage noch einmal so richtig in die Wolle kriegt und unterschiedliche Lebenseinstellungen aufeinanderprallen. Mit viel Wonne am kratzbürstigen Spiel gehen die beiden beliebten Schauspieler Jutta Speidel und Henry Hübchen aufeinander los und beweisen ihre Klasse. Bis in die Nebenrollen hervorragend besetzt, plädiert die heitere Geschichte nicht für feiertäglichen Müßiggang, sondern für einen engagierten Gemeinsinn – egal zu welcher Jahreszeit“.
Für den Filmdienst war Weihnachten … ohne mich, mein Schatz! eine „moderat melancholische (Fernseh-)Komödie um zwei grundverschiedene Frauentypen sowie ein Paar, dessen unterschiedliche Lebenseinstellungen nach Jahr und Tag aufeinanderprallen“. TV Spielfilm schrieb, dass „Jutta Speidels plötzliche Wandlung vom vernachlässigten Hausputtelchen zur selbstbewussten Hausbesetzerin recht altbacken daher[kommt]. Dafür ist ein weihnachtliches Wohlfühl-Happy-End garantiert. […] Fazit: Mit einem Glas Punsch vielleicht lustiger“.

### Einschaltquoten
Der Film erlebte am 4. November 2011 auf den 33. Biberacher Filmfestspielen seine Premiere. Erstausstrahlung feierte Weihnachten … ohne mich, mein Schatz! am 7. Dezember 2012 zur Hauptsendezeit im Ersten. Mit 5,37 Millionen Zuschauern und einem Marktanteil von knapp 17,0 Prozent avancierte die Produktion zur meistgesehenen Sendung des Tages. In der werberelevanten Zielgruppe der 14- bis 49-Jährigen konnte ein Marktanteil von 7,3 Prozent bei 0,81 Millionen Zusehern erzielt werden. Die Ausstrahlung des Spielfilms wurde seither – mitunter durch die Dritten Fernsehprogramme – jährlich wiederholt. Speidel bezeichnete Oh Tannenbaum gemeinsam mit der Komödie Oh Tannenbaum (2007) im Jahr 2024 als „absoluten Renner“ unter allen Weihnachtsfilmen, die mit ihrer Beteiligung entstanden sind: „Diese beiden werden regelmäßig wiederholt, die kommen zu meiner großen Freude wahnsinnig gut beim Publikum an“.